# Cemento odontológico

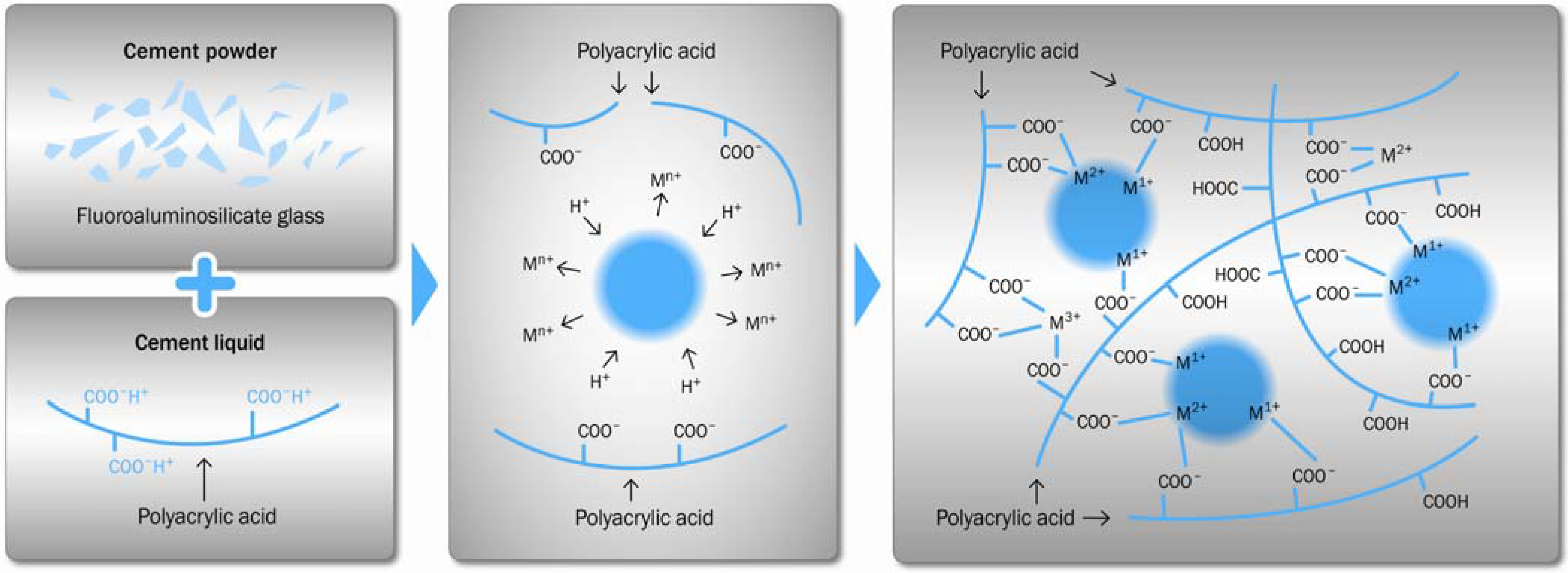
Ionómero de vidrio

Los cementos odontológicos o cementos dentales tienen una amplia gama de aplicaciones dentales y de ortodoncia. Los usos habituales incluyen la restauración temporal de los dientes, revestimientos de cavidades para proporcionar protección pulpar, sedación o aislamiento y cementación de aparatos de prostodoncia fija.  Los recientes usos del cemento dental también incluyen imágenes de calcio de dos fotones de la actividad neuronal en cerebros de modelos animales en neurociencia experimental básica. 
Tradicionalmente, los cementos tienen componentes separados en polvos y líquidos que se mezclan manualmente. De este modo, el tiempo de trabajo, la cantidad y la coherencia pueden adaptarse individualmente a la tarea en cuestión. Algunos cementos, como el cemento de ionómero de vidrio (GIC), pueden venir en cápsulas y se mezclan mecánicamente mediante máquinas de mezcla rotativas u oscilantes.  Los cementos de resina no son cementos en sentido estricto, sino materiales compuestos basados en polímeros. La norma ISO 4049: 2019  clasifica estos materiales de cemento a base de polímeros según el modo de curado como clase 1 (autocurado), clase 2 (polimerizado con luz) o clase 3 (curado dual). La mayoría de los productos comercialmente disponibles son materiales de clase 3, que combinan mecanismos de activación química y de luz.

## Propiedades ideales
- Alta biocompatibilidad: el cemento de fosfato de zinc se considera el material más biocompatible con un potencial alérgico bajo a pesar del dolor ácido inicial ocasional (como consecuencia de una proporción inadecuada de polvos/líquido)
- No irritante: el cemento de policarboxilato se considera el tipo más sensible a causa de las propiedades del ácido poliacrílico (PAA).
- Propiedades antibacterianas para prevenir la caries secundaria
- Proporcione un buen sello marginal (estanquidad a las bacterias) para evitar fugas marginales
- Resistente a la disolución en la saliva u otro líquido oral: una de las causas principales de la decementación es la disolución del cemento en los márgenes de una restauración.
- Alta resistencia en tensión, cizalla y compresión para resistir el estrés a la interfaz restauración-diente.
- Alta resistencia a la compresión (mínimo 50 micras según ISO 9917-1)
- Tiempo adecuado de trabajo y puesta
- Buena estética
- Buenas propiedades de aislamiento térmico como revestimiento bajo restauraciones metálicas
- Opacidad: con fines de diagnóstico en radiografías.
- Bajo grosor de película (máximo 25 micras según ISO 9917-1).
- Bajo potencial alérgico
- Baja contracción
- Retención: si se produce una unión adhesiva entre el cemento y el material de restauración, la retención se mejora mucho. De lo contrario, la retención depende de la geometría de la preparación del diente.

## Cementos a base de ácido fosfórico
| Tipo                                | Composición | Reacción de configuración                                                                                                   |
| ----------------------------------- | --- | --- |
| Cementos de fosfato de zinc         | - Normalmente unos polvos (óxido de zinc con otros óxidos metálicos, por ejemplo, óxido de magnesio) y líquido (solución acuosa de ácido fosfórico) - Tampón de óxido de zinc u óxido de aluminio (hasta un 10%) | 3ZnO + 2H 3 PO 4 +H 2 O →Zn 3 (PO 4 ) 2 = 4H 2 O                                                                            |
| Cementos silicofosfatos (obsoletos) | Suministrado en polvos (mezcla de óxido de zinc y vidrio de aluminosilicato) y líquido (solución acuosa de ácido fosfórico con tampones)                                                                         | Forma núcleos no consumidos de óxido de zinc y partículas de vidrio cerradas por una matriz de zinc y fosfatos de aluminio. |
| Cementos de cobre                   | Suministrado en polvos (óxido de zinc y cobre) y líquido (solución acuosa de ácido fosfórico) | Al igual que el fosfato de zinc                                                                                             |

## Cementos dentales a base de compuestos quelatos organometálicos
| Tipo                                        | Composición | Reacción de configuración | Ventajas | Inconvenientes | Aplicaciones                                                                                      |
| ------------------------------------------- | --- | --- | --- | --- | ------------------------------------------------------------------------------------------------- |
| Cementos de óxido de zinc/eugenol           | Suministrado en dos pastas o en polvos (óxido de zinc) y líquido (acetato de zinc, eugenol, aceite de oliva) | Una reacción de quelación lenta de dos moléculas de eugenol y un ion de zinc para formar eugenolato de zinc sin humedad. Sin embargo, la configuración puede completarse rápidamente cuando hay agua. | Efecto bactericida por eugenol libre | - Daño pulpar por producción de exotoxinas - Alta solubilidad en agua - Interfiere con el proceso de polimerización y provoca la decoloración | Se utiliza principalmente para revestir bajo restauraciones de amalgama                           |
| Cementos de ácido orto-etoxibenzoico (EBA). | Suministrado en polvos (principalmente óxido de zinc y agentes de refuerzo: cuarzo y colofonía hidrogenada y ácido o -etoxibenzoico líquido y eugenol)                                                                        | Similar a los materiales de óxido de zinc/eugenol | - Se puede conseguir una mayor proporción de polvos/líquido, por lo que el material fijado puede ser fuerte - Menor solubilidad que los productos de óxido de zinc/eugenol | Menos retención que los cementos de fosfato de zinc                                                                                           | Cementos de enganche principalmente                                                               |
| Cementos de hidróxido de calcio             | - Hidróxido de calcio en el agua (el agua se puede sustituir por una solución de metilo celulosa en agua o un polímero sintético en disolvente orgánico volátil) - El hidróxido de calcio suele suministrarse como dos pastas | Se forman compuestos quelatos y la quelación se debe en gran parte a los iones zinc | - Propiedades antibacterianas - Induce la formación de la capa secundaria de dentina                                                                                       | - La fijación puede ser lenta debido a la baja viscosidad - Reacción de fijación exotérmica - Resistencia a la compresión relativamente baja  | Se utiliza como material de revestimiento bajo materiales de relleno a base de silicatos y resina |

## Aplicaciones dentales
Los cementos dentales se pueden utilizar de diversas formas dependiendo de la composición y mezcla de los componentes. Las siguientes categorías describen los principales usos de los cementos en procedimientos dentales.

### Restauraciones temporales
A diferencia de las restauraciones compuestas y de amalgama, los cementos se utilizan normalmente como material de restauración temporal.  debe generalmente a sus propiedades mecánicas reducidas que pueden no soportar la carga de oclusión a largo plazo.
- Cemento de ionómero de vidrio (GIC)
- Cemento policarboxilato de zinc
- Cemento eugenol de óxido de zinc
- Cemento de ionómero de vidrio modificado con resina (RMGIC)

### Restauraciones de amalgama dental
La amalgama dental no se adhiere al tejido dental y, por tanto, requiere retención mecánica en forma de recortes, ranuras y surcos. Sin embargo, si después de la preparación de la cavidad queda insuficiente tejido dental para proporcionar estas características de retención, puede utilizarse un cemento para ayudar a retener la amalgama en la cavidad.
Históricamente, para esta técnica se utilizaron cementos de fosfato de zinc y policarboxilato; sin embargo, desde mediados de los años 80 las resinas compuestas han sido el material escogido por sus propiedades adhesivas. Los cementos de resina comunes utilizados para las amalgamas unidas son RMGIC y el compuesto a base de resina de curación dual. 

### Protección de revestimientos y pulpa
Cuando una cavidad llega muy cerca de la cámara de la pulpa, se aconseja proteger la pulpa de una nueva agresión colocando una base o revestimiento como medio de aislamiento de la restauración definitiva. Los cementos indicados para revestimientos y bases incluyen:
- Eugenol de óxido de zinc
- Policaroxilato de zinc
- Cemento de ionómero de vidrio modificado con resina (RMGIC)

El tapado pulpar es un método para proteger el cuarto pulpar si el médico sospecha que puede haber sido expuesto por caries o preparación de la cavidad. Los tapones de pulpa indirectos están indicados para micro-exposición sospechosa, mientras que los tapones de pulpa directos se colocan sobre una pulpa visiblemente expuesta. Para favorecer la recuperación pulpar, es importante utilizar un material sedante y no citotóxico, como el cemento de hidróxido de calcio.

### Materiales de cementación
Los materiales de cementación se utilizan para cementar prostodoncias fijas como coronas y puentes. Los cementos de enganche suelen tener una composición similar a los cementos de restauración; sin embargo, suelen tener menos relleno, es decir, el cemento es menos viscoso.
- Cemento de ionómero de vidrio modificado con resina (RMGIC)
- Cemento de ionómero de vidrio (GIC)
- Cemento policarboxilato de zinc
- Cemento de cemento eugenol de óxido de zinc

### Resumen de aplicaciones clínicas
| Aplicación clínica           | Tipo de cemento utilizado                                     |
| ---------------------------- | ------------------------------------------------------------- |
| Coronas                      |                                                               |
| Metal                        | Fosfato de zinc, GI, RMGI, resina autocuidada o dual *        |
| Cerámica metálica            | Fosfato de zinc, GI, RMGI, resina autocuidada o dual *        |
| Todo de cerámica             | Cemento de resina                                             |
| Corona provisional           | Cemento eugenol de óxido de zinc                              |
| 3/4 de corona                | Fosfato de zinc, GI, RMGI, resina autocuidada o dual *        |
| Puentes                      |                                                               |
| Convencional                 | Fosfato de zinc, GI, RMGI, resina autocuidada o dual *        |
| Unión de resina              | Cemento de resina                                             |
| Puente provisional           | Cemento eugenol de óxido de zinc                              |
| Chapas                       | Cemento de resina                                             |
| Incrustación                 | Fosfato de zinc, GI, RMGI, resina autocuidada o dual *        |
| Onlay                        | Fosfato de zinc, GI, RMGI, resina autocuidada o dual *        |
| Post y núcleo                |                                                               |
| Poste metálico               | Cualquier cemento que no sea adhesivo (NO cementos de resina) |
| Post de fibra                | Cemento de resina                                             |
| Brackets de ortodoncia       | Cemento de resina                                             |
| Bandas molares de ortodoncia | GI, policarboxilato de zinc, compuesto                        |

## Composición y clasificación

### Clasificación ISO
Los cementos se clasifican en función de sus componentes. Por lo general, se pueden clasificar en categorías: 
- Cementos de agua y ácido-base : fosfato de zinc (Zn 3 (PO 4 ) 2 ), poliacrilato de zinc (policarboxilato), ionómero de vidrio (GIC). Éstos contienen cargas de óxido metálico o de silicato incrustadas en una matriz de sal.
- Cementos ácido-base no acuosos/aceite base: óxido de zinc eugenol y óxido de zinc no eugenol. Éstos contienen rellenos de óxido metálico incrustados en una matriz de sal metálica.
- Cementos a base de resina: cementos de resina de acrilato o metacrilato, incluyendo la última generación de cementos de resina autoadhesivo que contienen silicatos u otros tipos de rellenos en una matriz de resina orgánica.

Los cementos se pueden clasificar según el tipo de estructura:
- Fosfato ( fosfato de zinc, silicofosfato)
- Policarboxilato (policarboxilato de zinc, ionómero de vidrio )
- Fenolato (óxido de zinc eugenol y ácido etoxibenzoico [EBA])
- Resina (polimérica) [5]

Según el tiempo de uso:
- Convencional ( fosfato de zinc, policarboxilato de zinc, eugenol de óxido de zinc, cemento de ionómero de vidrio )
- Contemporánea (cementos de resina, ionómeros de vidrio modificados con resina).

## Cementos a base de resina
Estos cementos son compuestos a base de resina. Se utilizan habitualmente para cementar definitivamente restauraciones indirectas, especialmente puentes adheridos a resina y restauraciones de cerámica o compuestas indirectas, en el tejido dental. Normalmente se utilizan conjuntamente con un agente de adhesión, ya que no tienen capacidad de adherirse al diente, aunque existen algunos productos que se pueden aplicar directamente al diente (productos de autolimpieza).
Hay tres cementos principales a base de resina:
- Curado con luz: necesitaba una lámpara de polimerización para completar el conjunto
- Curado dual: se puede fotopolimerizar en los márgenes de la restauración, pero curar químicamente en las zonas donde la lámpara de polimerización no puede penetrar
- Autograbado: estos limpian la superficie del diente y no requieren un agente de unión intermedio

Los cementos de resina se presentan en una variedad de tonos para mejorar la estética. 

### Propiedades mecánicas
1. Tenacidad en la fractura
  - El termociclaje reduce significativamente la tenacidad en la fractura de todos los cementos a base de resina, excepto RelyX Unicem 2 y G-CEM LinkAce.
2. Resistencia a la compresión
  - Todos los cementos a base de resina automezclados tienen una mayor resistencia a la compresión que la contraparte mezclada a mano, excepto el Variolink II. [7]

## Cementos de policarboxilato de zinc
El policarboxilato de zinc se inventó en 1968 y fue revolucionario, ya que fue el primer cemento que mostró la capacidad de unirse químicamente a la superficie del diente. Se ve muy poca irritación pulpar con su uso debido al gran tamaño de la molécula de ácido poliacrílico. Este cemento se utiliza habitualmente para la instalación de coronas, puentes, incrustaciones, onlays y aparatos de ortodoncia. 
Composición:
- Reacción en polvo + líquido
- Óxido de zinc (polvos) + ácido poli-acrílico (líquido) = policarboxilato de zinc
- El policarboxilato de zinc también se conoce a veces como poliacrilato de zinc o polialquenoato de zinc
- Los componentes de los polvos incluyen óxido de zinc, fluoruro estannos, óxido de magnesio, sílice y también alúmina.
- Los componentes del líquido incluyen ácido poli(acrílico), ácido itacónico y ácido maleico.

Adhesión:
- Los cementos de policarboxilato de zinc se adhieren al esmalte y la dentina mediante una reacción de quelación.

Indicaciones de uso:
- Restauraciones temporales
- Pulpa inflamada
- Bases
- Cimentación de coronas [6]

| Ventajas                                                  | Inconvenientes                                                                     |
| --------------------------------------------------------- | ---------------------------------------------------------------------------------- |
| Se adhiere al tejido dental o al material de restauración | Difícil de mezclar                                                                 |
| Durabilidad a largo plazo                                 | Opac                                                                               |
| Propiedades mecánicas aceptables                          | Soluble en boca, especialmente cuando se incorpora fluoruro estannos en los polvos |
| Relativamente barato                                      | Difícil de manipular                                                               |
| Larga y exitosa trayectoria                               | conjunto mal definido                                                              |

## Cementos de fosfato de zinc
El fosfato de zinc fue el primer cemento dental que apareció en el mercado dental y se considera "el estándar" para otros cementos dentales para compararlos. Los muchos usos de este cemento incluyen la cementación permanente de coronas, aparatos de ortodoncia, férulas intraorales, incrustaciones, sistemas de puestas y prótesis parciales fijas. El fosfato de zinc presenta una resistencia a la compresión muy alta, una resistencia media a la tracción y un grosor de película adecuado cuando se aplica según las directrices del fabricante. Sin embargo, los problemas con el uso clínico del fosfato de zinc son su pH inicialmente bajo cuando se aplica en un medio oral (ligado a la irritación pulpar) y la incapacidad del cemento para unirse químicamente a la superficie del diente, aunque esto no ha afectado al uso a largo plazo. del 
- Ácido fosfórico líquido
- Polvo de óxido de zinc

Antiguamente conocido como el agente de cementación más utilizado, el cemento de fosfato de zinc funciona con éxito para la cementación permanente. No posee efectos anticariogénicos, no se adhiere a la estructura del diente y adquiere un grado moderado de solubilidad intraoral. Sin embargo, el cemento de fosfato de zinc puede irritar la pulpa nerviosa; por tanto, es necesaria la protección de la pulpa, pero es muy recomendable el uso de cemento policarboxilato (policarboxilato de zinc o ionómero de vidrio), ya que es un cemento más compatible biológicamente. 

## Contraindicaciones conocidas de los cementos dentales
Los materiales dentales como los instrumentos de llenado y de ortodoncia deben cumplir los requisitos de biocompatibilidad ya que estarán en la cavidad bucal durante un largo período de tiempo. Algunos cementos dentales pueden contener productos químicos que pueden inducir reacciones alérgicas en varios tejidos de la cavidad bucal. Las reacciones alérgicas habituales incluyen estomatitis / dermatitis, urticaria, hinchazón, erupción cutánea y rinorrea. Éstos pueden predisponer a condiciones que amenazan la vida tales como anafilaxis, edema y arritmias cardíacas
El eugenol se utiliza ampliamente en odontología para diferentes aplicaciones como pastas de impresión, apósitos periodontales, cementos, materiales de llenado, selladores de endodoncia y apósitos secos. El óxido de zinc eugenol es un cemento que se utiliza habitualmente para restauraciones provisionales y obturación del conducto radicular. Aunque la Food and Drug Administration de EE. UU. está clasificado como no cariogénico, se ha demostrado que el eugenol es citotóxico con riesgo de reacciones anafilácticas en determinados pacientes.
El óxido de zinc eugenol constituye una mezcla de óxido de zinc y eugenol para formar un cemento eugenol polimerizado. La reacción de fijación produce un producto final llamado eugenolato de zinc, que se hidroliza fácilmente, produciendo eugenol libre que provoca efectos adversos sobre los fibroblastos y las células similares a los osteoclastos. En concentraciones altas se produce una necrosis localizada y una cicatrización reducida, mientras que en concentraciones bajas la dermatitis de contacto es la manifestación clínica habitual.
Se ha demostrado que la dermatitis de contacto alérgica es la ocurrencia clínica más elevada, normalmente localizada en los tejidos blandos, siendo la mucosa bucal la más frecuente. Normalmente se utilizará una prueba de parche hecha por dermatólogos para diagnosticar la enfermedad. Los cementos de ionómero de vidrio se han utilizado para sustituir los cementos eugenoles de óxido de zinc (eliminando así el alérgeno), con un resultado positivo de los pacientes.